# Legitymacja poselska

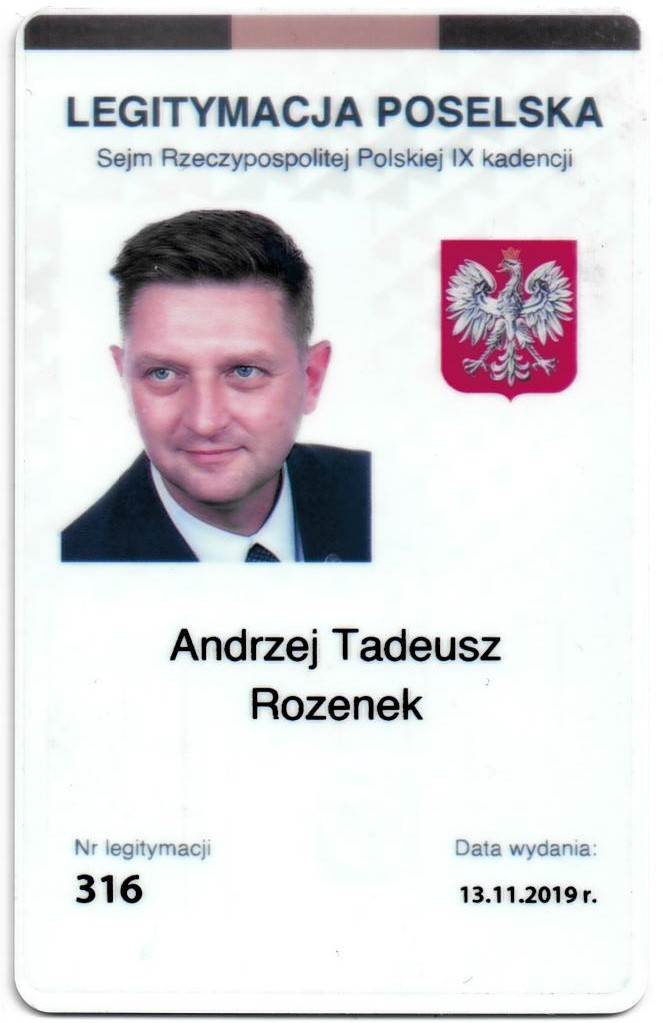
Legitymacja poselska Andrzeja Rozenka – posła na Sejm IX kadencji (2019−2023)

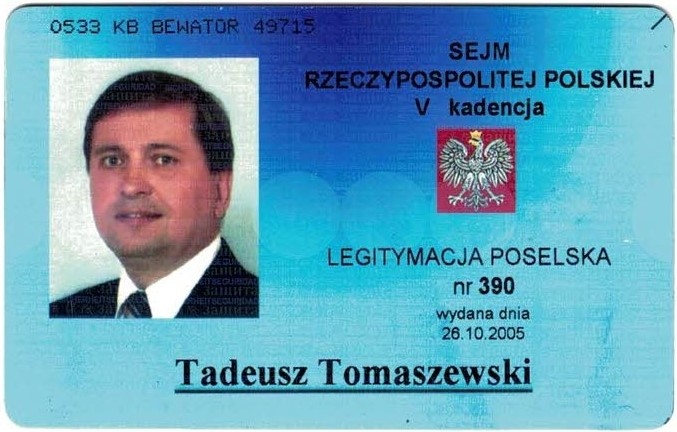
Legitymacja poselska Tadeusza Tomaszewskiego – posła na Sejm V kadencji (2005−2007)

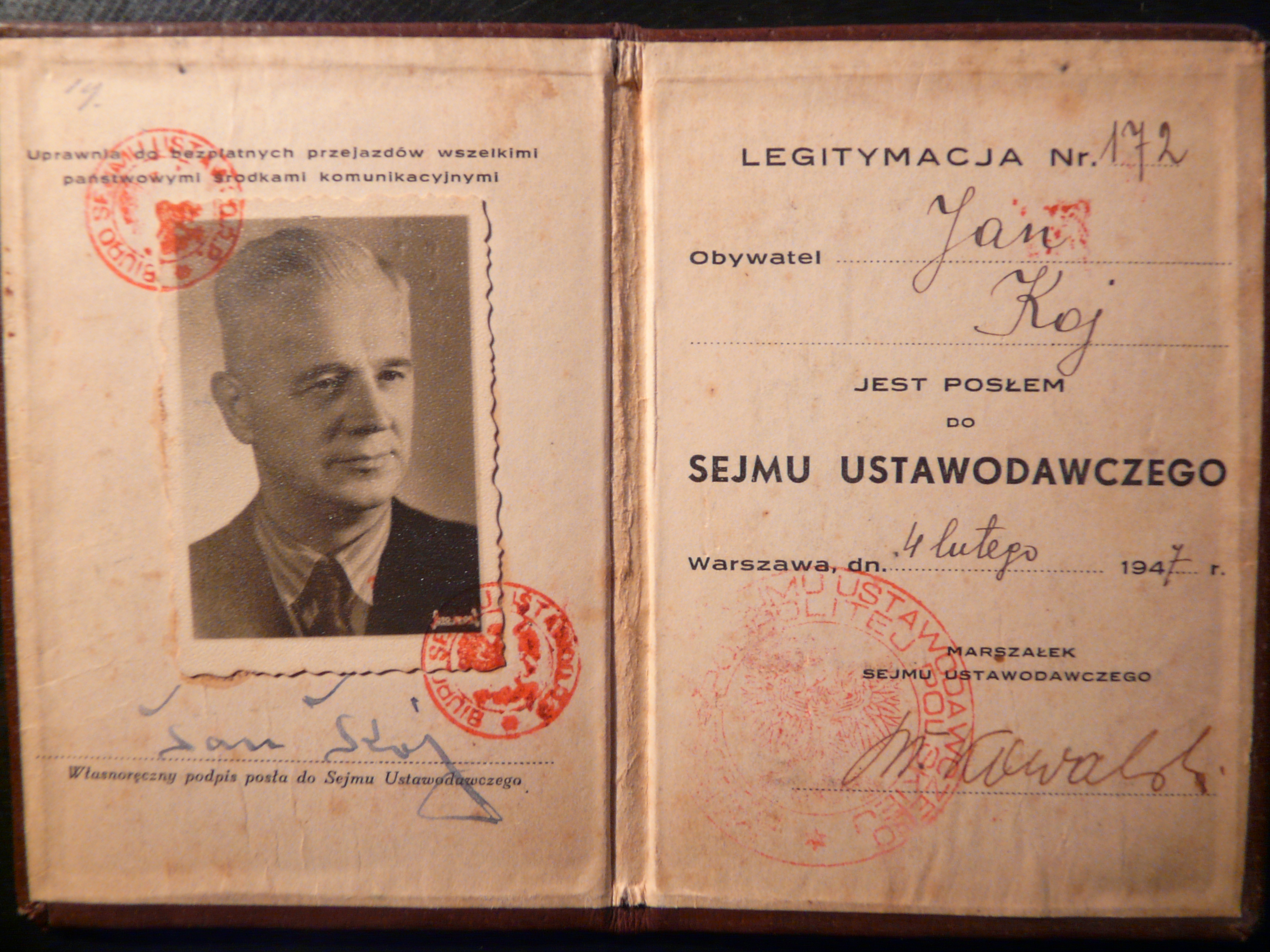
Legitymacja poselska Jana Koja – posła na Sejm Ustawodawczy (1947−1952)

Legitymacja poselska – legitymacja wydawana posłom przez Marszałka Sejmu RP na podstawie ustawy z dnia 9 maja 1996 r. o wykonywaniu mandatu posła i senatora.

## Uprawnienia
Legitymacja poselska pozwala:
- na wstęp do budynków pozostających w zarządzie Kancelarii Sejmu oraz na tereny pozostające w zarządzie Kancelarii Sejmu, w tym na salę posiedzeń Sejmu, w kuluary i na galerię podczas obrad Sejmu[1], także po zakończeniu kadencji posła[2],
- w ramach wykonywania obowiązków poselskich, na wstęp na teren organów administracji rządowej i samorządu terytorialnego, zakładu lub przedsiębiorstwa państwowego oraz organizacji społecznej, a także jednostek gospodarki niepaństwowej dla załatwienia sprawy, którą wnosi we własnym imieniu albo w imieniu wyborcy lub wyborców, jak również dla zaznajamiania się z tokiem jej rozpatrywania[3],
- na terenie kraju do bezpłatnego przejazdu środkami publicznego transportu zbiorowego oraz przelotów w krajowym przewozie lotniczym, a także do bezpłatnych przejazdów środkami publicznej komunikacji miejskiej[4].

Polskie prawo nie precyzuje, czy legitymacja poselska jest dokumentem tożsamości.
Od 2023 roku legitymacja poselska jest dostępna w postaci cyfrowej w aplikacji mObywatel (mLegitymacja poselska).

## Wygląd
Współcześnie papierowa legitymacja ma formę karty identyfikacyjnej o wymiarach 85,6 × 53,98 × 0,82 mm, wykonanej z tworzywa sztucznego, zawierającej elementy zabezpieczające dokument.
Awers:
1. napis „LEGITYMACJA POSELSKA”,
2. napis „Sejm Rzeczypospolitej Polskiej” oraz numer kadencji, a obok niego wizerunek godła Rzeczypospolitej Polskiej,
3. zdjęcie posła,
4. imię (imiona) i nazwisko posła,
5. numer legitymacji i datę wydania,
6. hologram zawierający logo Sejmu Rzeczypospolitej Polskiej, zmieniający kolorystykę w zależności od kąta obserwacji.

Rewers:
1. imię (imiona) i nazwisko posła,
2. napis „jest posłem na Sejm Rzeczypospolitej Polskiej”,
3. logo Sejmu Rzeczypospolitej Polskiej.